# 경호초등학교 소경도분교
경호초등학교 소경도분교는 전라남도 여수시 경호동 783-3에 있었던 초등학교이다.

## 변천
- 1967년 11월 3일 여천군 돌산북국민학교 소경도분교장 설립
- 1968년 4월 19일 경호국민학교 소경분교장
- 1996년 3월 1일 경호초등학교 소경분교장
- 2013년 3월 1일 경호초등학교에 통폐합